# Palacio Portales
El Palacio Portales es un edificio ubicado en la ciudad de Cochabamba, Bolivia.
Fue construido entre los años 1915 y 1927 en base en un diseño del arquitecto Eugene Bliault. Concebido como residencia de Simón Iturri Patiño nunca fue habitado por la familia. Actualmente funciona como Centro Pedagógico y Cultural Simón I. Patiño.
Este edificio fue construido con mano de obra artesanal y materiales de construcción traídos de Europa como mármol y madera. El edificio es de estilo ecléctico.
Destaca su jardín con gran variedad de plantas.
y estatuas de emperadores romanos, figuras femeninas, signos zodiacales, querubines y ángeles.